# Alan Mistero
Alan Mistero è un personaggio dei fumetti protagonista di una omonima serie a fumetti a colori ideata, realizzata ed edita dalla EsseGesse nel 1965 con la quale il gruppo di autori, Sinchetto, Sartoris e Guzzon, tentarono di diventare editori delle loro opere fondando la casa editrice SISAG dovendo però rinunciare dopo soli 23 numeri per dedicarsi da allora alla sola produzione artistica.

## Biografia del personaggio
Alan Mistero è un muscoloso e prestante pistolero dai capelli rosso fuoco, dalle incredibili capacità di trasformismo che, accompagnato dai fidi amici il Conte e Polpetta, combatte per la giustizia e libertà.

## Storia editoriale
La serie esordì in edicola il 23 Aprile 1965 e sarebbe dovuta durare 32 numeri ma si concluse con il n. 23 il 24 settembre 1965. La serie venne poi ristampata in appendice agli albi del Comandante Mark, dove vennero edite anche altre storie realizzate appositamente per il mercato francese. La storie vennero pubblicate dal n. 6 al n. 15 della Nuova Collana Araldo edita dalle Edizioni Araldo, due numeri per ogni albo; i successivi nove numeri (dal n. 21 al n.32) sono stati ristampati in appendice secondo il seguente elenco:
- Nuova Collana Araldo (prima serie) n. 5: numeri 25 e 26;
- Nuova Collana Araldo (seconda serie) n.1: numeri 27 e 28;
- Nuova Collana Araldo (seconda serie) n. 2: numeri 29 e 30;
- Nuova Collana Araldo (seconda serie) n. 3: numeri 31 e 32
- Nuova Collana Araldo (seconda serie) n. 4: numeri 21 e 22
- Nuova Collana Araldo (seconda serie) n. 5: numeri 23 e 24

Nel 1995 la Editoriale Dardo pubblicò un cofanetto in tiratura limitata composto dalle ristampe dei 23 albi, il volume de "Le guide del collezionista" dedicato a Alan Mistero edito da Alessandro Tesauro Editore e l'albo n. 24 intitolato "Il laboratorio infernale" pubblicato inizialmente sul numero 5 della Collana Araldo (seconda serie) nel gennaio 1967.

### Volumi pubblicati
Elenco dei 23 volumi pubblicati (tutti i soggetti, le sceneggiature, i disegni e le copertine sono opera della EsseGesse):
| Nr. | Titolo                    | Data pubblicazione |
| --- | ------------------------- | ------------------ |
| 1   | Guerra ai desperados      | 23 aprile 1965     |
| 2   | Uno sceriffo sorprendente | 30 aprile 1965     |
| 3   | Assalto al treno          | 7 maggio 1965      |
| 4   | Alan alla riscossa        | 14 maggio 1965     |
| 5   | Tragico equivoco          | 21 maggio 1965     |
| 6   | Trappola alla miniera     | 28 maggio 1965     |
| 7   | Il prigioniero dei Kiova  | 4 giugno 1965      |
| 8   | Testimone redivivo        | 11 giugno 1965     |
| 9   | Fantasmi del passato      | 18 giugno 1965     |
| 10  | Cappuccio Nero            | 25 giugno 1965     |
| 11  | La sfida di Tiger Colt    | 2 luglio 1965      |
| 12  | Il segreto svelato        | 9 luglio 1965      |
| 13  | I misteriosi sabotatori   | 16 luglio 1965     |
| 14  | La Signora del Deserto    | 23 luglio 1965     |
| 15  | La lettera cinese         | 30 luglio 1965     |
| 16  | Le due scimitarre         | 6 agosto 1965      |
| 17  | Il violino fatale         | 13 agosto 1965     |
| 18  | Il segreto del Cosacco    | 20 agosto 1965     |
| 19  | Il duello                 | 27 agosto 1965     |
| 20  | La carica dei disperati   | 3 settembre 1965   |
| 21  | L'incredibile rapina      | 10 settembre 1965  |
| 22  | Il "Drago"                | 17 settembre 1965  |
| 23  | Una taglia su Alan        | 24 settembre 1965  |